# Людмила Младенова
Людмила Младенова е българска треньорка по фигурно пързаляне.
Заедно с Фарида Галимова започва работа с начинаещи деца към клуб „Академик“ в София през 1985 г. Групата от около 10 деца вкючва бъдещите национални състезатели Иван Динев, Христо Турлаков, Цветелина Абрашева, Найден Боричев, Анна Димова, Надежда Влахова, София Пенкова. В следващите години първите си стъпки правят и Христина Василева, Соня Радева и двойката Румяна Спасова и Станимир Тодоров.
В процеса на своята работа Младенова изгражда за първи път българска школа във фигурното пързаляне. Създава безкомпромисни условия за подготовка на своите състезатели и намира оптимален подход за работа с всеки от тях. Въпреки ограничения ресурс от спортни съоръжения (2 зимни пързалки) тя осигурява двукратни тренировки и допълнително общофизическа и техническа подготовка на отбора. Организира лагери извън страната и участия на състезателите си в международни състезания. В голяма част тя финансира дейността си със собствени средства.
Привлича като треньори в отбора известни специалисти и амбициозни млади треньори, които усвояват спецификата на фигурното пързаляне и внасят позитивно влияние от своите специалности – Лили Спасова (балет), Анастасия Шаренкова (художествена гимнастика), Васил Шишиков (акробатика) и др.
Поема инициативата за привличане на чуждестранни специалисти, които да спомогнат за развитието на българското фигурно пързаляне в дисциплини, в които България никога не е участвала – като спортните двойки, както и за продължаване на традициите в танцовите двойки. Въпреки че самата тя не взема участие като треньор спортнотехнически в тези дисциплини, привлечените чуждестранни треньори и състезатели са в основата на българските успехи в последващите години.
Огромна е заслугата ѝ за високите успехи на Иван Динев и двойката Албена Денкова – Максим Стависки.
Младенова е избрана за най-успешен треньор по фигурно пързаляне в България
Прекъсва работата си в България въпреки отличните резултати. Продължава работата си като треньор в гр. Мерано, Италия. По-късно е при Иван Динев и Анжела Никодинов в Лос Анджелис, САЩ.